# 毒性
毒性（英語：Toxicity）是指化学物质或特定物質的混合物，对生物体造成损害的程度。毒性可指對整個生物體，例如動物、細菌或植物的影響，也可以指對生物體亞結構，例如細胞的影響（即細胞毒性），或是對器官例如肝的影響（肝毒性）。這個字延伸後，可用來隱喻對更大和更複雜的群體（例如家庭單元，甚至是整個社會）的毒性作用。有時這個字在日常使用時，或多或少與“中毒”的意思相同。
毒理學的中心概念是毒剂的作用是由劑量而定。甚至在攝取過多水的時候，也會導致水中毒，而對於毒性強大的物質（例如蛇毒），也會因劑量低過一種程度，而無法發揮毒性作用的情況。因有這種剂量反应关系的存在，有種新的藥物毒性指數（Drug Toxicity Index ，DTI）在最近被提出，该指数把藥物毒性重新定義之後，可用來確定含有肝臟毒性的藥物、提供機能方面的見解、預測臨床的結果、並具有作為篩選工具的潛力。
毒性具有物種的針對性，因此在做跨物種分析時會碰到問題。而當前在從事研究毒性結果的時候，較新的範式和指標是朝著避開動物試驗的方向發展。

## 词源
在古希腊医学文献中，形容词τοξικόν（意为“有毒”）用于描述能够“导致死亡或严重衰弱或表现出感染症状”的物质。该词源于希腊名词τόξον toxon（意为“弧”），指使用弓和毒箭作为武器。

## 毒性類別
有毒物質的類別一般分為四種-化學的、生物的、物理的、和輻射的：
- 化學毒物包括無機物質，例如鉛、汞、氫氟酸、氯氣，有機化合物（例如甲醇），多數藥物和毒素。某些具備較弱放射性的物質（例如鈾）也是化學毒物，而放射性較強的物質（例如鐳）卻不是，其有害作用（輻射中毒）是來自這種物質所產生的游離輻射，而非本身的化學作用所引起。
- 廣義而言，會致病的微生物和寄生蟲是有毒的，但它們通常被稱為病原體，而非有毒物質。病原體的生物毒性可能不易測量，因為“門檻劑量”是單一生物體。理論上，一種病毒、細菌、或是蠕蟲，會因繁殖而引起宿主嚴重的感染。然而，如果宿主有完整的免疫系統時，生物體的毒性與宿主的反擊能力處於平衡狀態。那麼毒性就由這兩種關係之間的表現而定。在某些情況下，例如霍亂，疾病主要是由生物體所分泌的非生物物質所引起，而非由生物體本身引起。這種由微生物、植物、或真菌所產生的非生物毒物，通常被稱為毒素；如果是由動物所產生者，則被稱為毒液。
- 物理毒物是由於物質的物理本質會干擾到生物的生物過程。例如煤灰、石棉纖維、或二氧化矽微粒，吸入之後會有致命的可能。腐蝕性化學品因為會破壞身體組織而具有物理毒性，但它們並非具有直接毒性，而是干擾生物活性（英语：Biological activity）後的結果。如果喝下極高數量的水，水會成為一種物理毒物，因為體內的過多的水分，會導致離子的濃度急劇降低。窒息氣體可被視為物理毒物，這種惰性氣體會取代環境中的氧氣而發生作用，他們並非化學有毒氣體。
- 如前所述，輻射會對生物產生毒性作用。[6]
- 行為毒性是指對於給定的疾病所提供的治療藥物，會產生不良的作用。這些不良作用可能包括抗膽鹼劑作用、α-交感神經阻斷劑(Alpha-adrenergic blocker)作用、和多巴胺能（英语：Dopaminergic）作用等。[7]

## 衡量
衡量毒性，可透過它對目標（生物體、器官、組織、或是細胞）發生的作用來達到。因為不同的個體對相同劑量的有毒物質，通常反應的程度會不同，所以經常會用到整個群體的毒性衡量結果，來假設為群體中單一個體的反應程度。 半數致死量(簡寫為LD50)就是其中一種衡量數據。如果沒此類的群體數據，則可利用已知的類似有毒物質，或類似生物體的類似接觸量做比較和估算。然後，再加上“安全係數”，以抵消數據和評估過程中的不確定性。例如，如果有毒物質的劑量對實驗大鼠是安全的，則可假定相同劑量的十分之一對人類而言屬於安全，把安全係數10當作是大鼠和人類兩種哺乳動物之間的效果差異。如果數據來自魚類，則會使用安全係數100來表明兩種脊索動物（魚類和哺乳動物）之間較大的差異。同樣的，額外的安全係數可用於被認為會對毒性作用更加敏感的個體，例如是在懷孕或罹患某些疾病的情況時。或者，對於某些新合成，且尚未研究過，但被認為與另一種化合物非常相似的化學物質，而給予額外的安全係數10，用於處理可能小得多的效果差異。使用這種方法有明顯的相似性，而且在增加安全係數時會刻意的謹慎，這種方法在各式的應用時都有很大的用處。
全面評估致癌物質的毒性時，會涉及到額外的問題，因為尚不確定致癌物質是否有最小劑量的問題，也不確定是否風險會小到無法察覺。另外，或許只要一個細胞轉化為癌細胞，就會發揮致癌的作用（癌症發生的“一擊”理論）。
對化學混合物毒性的確定，與純化學品相比更為困難，因為混合物中每種成分都有本身的毒性，並且各成分間會相互作用，可能會把毒性增強，或是減弱。常見的混合物有汽油、吸菸產生的煙霧、和工業廢料。碰到超過一種有毒物質的時候，情況會更加複雜，例如污水處理廠發生機械故障後，所排放者，會同時含有化學性和生物性的毒物。
對不同生物系統做特定物質的臨床前毒性測試，可顯示它們對於各物種、器官、和劑量的毒性作用。物質的毒性可透過（a）研究與物質的意外接觸（b）使用細胞/細胞系做In vitro研究（c）在實驗動物身上做In vivo研究。毒性測試通常用於檢查特定的不良事件，或是特定的病症，例如癌症、心毒性、和皮膚/眼睛不適。毒性測試還有助於計算出未觀察到毒性的最高劑量（NOAEL），並有助於臨床研究。

## 分類

全球化學品統一分類和標籤制度（GHS）對毒性化學物質的警告標識

要對物質做適當的管制和處理，必須要有正確的分類和標記。分類是透過核准的測試方法或計算來確定，並有政府和科學家設定的臨界濃度（例如，未觀察到毒性的最高劑量、閾限值、和每日耐受量）。農藥是個有完善的毒性分類系統和毒性標籤的例子。當前許多國家對測試類型、測試次數、和臨界濃度有不同的規定，但是世界各國開始採用全球化學品統一分類和標籤制度（GHS）之後，做法已漸趨統一。
GHS著重在三個領域：實體危害（爆炸和煙火）、]健康危害、和環境危害。

### 健康危害
物質的各式毒性可能對整個身體或是特定器官產生致命的影響、產生重大/次要損害、或引發癌症。這些是全球對於毒性公認的定義。超出特定定義範圍的任何物質都不能歸類為那類的有毒物質。

#### 急性毒性
談論到急性毒性，是著重在口服、經皮、或吸入後的致死作用。作用嚴重程度則分成五個類別，其中類別1表示最少量的致命性接觸，類別5表示最高量的致命性接觸。下表列出每個類別的上限。
| 施用方式                                  | 類別 1 | 類別 2 | 類別 3 | 類別 4 | 類別 5 |
| ----------------------------------------- | ------ | ------ | ------ | ------ | ------ |
| 口服: LD50根據身體重量“公克/公斤”衡量     | 7      | 50     | 300    | 2 000  | 5 000  |
| 經皮注射: LD50根據身體重量“公克/公斤”衡量 | 50     | 200    | 1 000  | 2 000  | 5 000  |
| 氣態吸入式: LD50根據“百萬份率”衡量        | 100    | 500    | 2 500  | 20 000 | 未定義 |
| 蒸汽吸入式: LD50根據“公克/公升”衡量       | 0.5    | 2.0    | 10     | 20     | 未定義 |
| 粉塵和霧氣式吸入: LD50根據“公克/公升”衡量 | 0.05   | 0.5    | 1.0    | 5.0    | 未定義 |

附註：未定義的部分與類別5的口服以及經皮給藥數量約略相同。

#### 其他接觸方式和嚴重程度
皮膚腐蝕和皮膚不適可透過貼布試驗來確定。試驗用來檢查傷害的嚴重程度、何時發生及持續多久、是否可逆轉、及發生多少受測反應。
皮膚腐蝕的定義是接觸的物質在四個小時內從表皮滲人真皮，需要14天的時間來逆轉損傷。皮膚不適的定義是損傷在接觸後72小時發生，或是接觸後14天之內持續不適三天；或是導致發炎，在14天內對測試發生兩次反應，皮膚不適的損害的程度比皮膚腐蝕輕微。輕度皮膚不適是指接觸後72小時內，或接觸後連續三天出現的輕微損傷（程度比皮膚不適輕微）。

#### 其他類別
- 吸入含有呼吸道過敏原的物質會導致呼吸道超敏反應。
- 含有皮膚過敏原的物質在接觸之後，會引起皮膚的過敏反應。
- 致癌物質會誘發癌症，或增加罹患癌症的機率。
- 神經毒性是由生物、化學、或物理介質所產生的毒性，會對中樞神經系統和/或周圍神經系統的結構或功能產生負面的影響。當與這類物質（特別是神經毒素或神經毒性）接觸，神經系統的正常活動會受到改變，而對神經組織造成永久性或可逆轉的損害。
- 生殖毒性物質會對父母或其後代的性功能或生育能力造成不利影響。
- 特定器官毒素僅會損害某些特定器官。
- 某些危險的固體或液體，可能會因吸入而引起損害。

### 環境危害
凡對環境會產生不利影響的任何條件、過程、或是狀態，均可被定義為環境危害。這些危害可能是物理的，或是化學的，並存於空氣、水、和/或土壤之中。這些情況會傷害到生態系統中的人類和其他生物。

#### 常見的環境危害類型
- 水污染：清潔劑、肥料、未處理的生活污水、處方藥、農藥、除草劑、重金屬、多氯聯苯
- 土地污染：重金屬、除草劑、農藥、多氯聯苯
- 空氣污染：懸浮粒子、一氧化碳、二氧化硫、二氧化氮、石棉、對流層臭氧、鉛（由飛機燃料、採礦、和工業過程時產生）[16]

美國國家環境保護局（EPA）備有一份必須優先處理的污染物清單。

#### 職業危害
在有些領域的工作人員會有較高接觸到某些毒性（如神經毒性）的風險。《愛麗絲夢遊仙境》一書中“像帽匠般的瘋子”和“瘋帽匠”的說法，詞源來自早年英國帽匠在生產時使用有毒化學品，而發生的職業危害。對工作場所中接觸到化學品的問題，需要工業衛生專業人員做評估，以為預防。

##### 處置醫療廢物和處方藥所帶來的危害
醫療廢棄物是有害的生物醫療廢棄物的來源。醫療廢棄物的產生和處置是重要的工作，尤其是在衛生條件差而且人口眾多的國家。醫院、診所、以及其他提供診斷和治療的場所，都會產生高度危害的廢棄物，讓人們陷於致命疾病的風險中。相關單位應制定政策，透過妥善處理的規範，來避免感染傳播。並應透過溝通方式和教育手段，讓社會各階層意識到這種風險，而把疾病傳播風險降至最低。不當的處方藥處置會對環境產生負面影響、可能導致意外中毒、也可能打開藥物濫用之門。

##### 藝術行業中存有的危害
在幾個世紀以來，藝術行業中的工作者一直有毒性危害的問題，他們使用的工具、方法、和材料的毒性並未被充分了解。那些有毒的材料，如鉛和鎘等，經常被套用在藝術家的油畫顏料和色素的名稱中，例如“鉛白”和“鎘紅”（請參考鎘顏料）。
20世紀的版畫家和其他畫家開始注意到膠水、塗料介質、顏料、和溶劑中的有毒物質、有毒的技術、和有毒揮發物，但多數都未在標籤上標識有毒性。其中一例是使用二甲苯來清洗絲網印刷的絲網。畫家開始注意到吸入塗料介質和稀釋劑（例如松節油）會危害人體。版畫家Keith Howard意識到工作室和車間中的有毒物質，於1998年出版《無毒凹版印刷（Non-Toxic Intaglio Printmaking） 》一書，詳細介紹十二種創新的凹版印刷技術，包括照相製版、數位成像、丙烯顏料手工製版方法，並介紹一種新的無毒石板印刷技術。

#### 繪製環境危害地圖
目前已有許多搜索環境健康地圖的工具。像 TOXMAP是美國國家醫學圖書館（NLM）轄下的專業信息服務部門掌管的地理信息系統（GIS），這個系統透過美國地圖來幫助用戶直觀瀏覽由美國國家環境保護局所發布有毒物質釋放資料和超級基金計劃（對於放置有毒物質地點的監控以及清理的機構）的數據。 TOXMAP的經費來自美國聯邦政府，而化學和環境健康的資訊來自NLM的毒理學數據網絡（TOXNET）、搜索引擎PubMed、以及其他權威來源。

#### 水生毒性
水生毒性測試，用來對魚類或甲殼類中的主要指標物種，進行環境中某些物質濃度的測試，以確定致命濃度。魚類接觸的時間為96小時，而甲殼類接觸的時間為48小時。GHS並未對濃度超過100公克/公升的毒性做過定義，但EPA目前把大於100百萬分率的濃度定為“實際上無毒”。
| 接觸 | 類別 1          | 類別 2         | 類別 3          |
| ---- | --------------- | -------------- | --------------- |
| 急性 | ≤ 1.0 公克/公升 | ≤ 10 公克/公升 | ≤ 100 公克/公升 |
| 慢性 | ≤ 1.0 公克/公升 | ≤ 10 公克/公升 | ≤ 100 公克/公升 |

註釋：已設有類別4，作為慢性接觸，但僅包含大多數不溶解或沒有急性毒性數據的任何有毒物質。

## 影響毒性的因素
物質的毒性受許多不同因素的影響，例如給藥途徑（施用在皮膚、吞入、吸入、注射）、接觸時間（短暫或長時間接觸）、接觸次數（一段時間內的單劑量或多劑量），毒物物理形態（固體、液體、氣體）、個人的遺傳組成、個人的整體健康狀況、及其他方面。用於描述這些因素的幾個名詞如下述：
急性接觸
接觸有毒物質一次，就會導致嚴重生物傷害或死亡；急性接觸的特徵是在一天之內。
慢性接觸
持續接觸毒物一段較長的時間，通常的長度是數個月或是數年；這種接觸會產生不可逆轉的副作用。

## 外部連結
- 美国有毒物质和疾病登记局 （页面存档备份，存于）
- 整体流出物、水生毒性测试常见问题解答 （页面存档备份，存于）
- 毒物地图（TOXMAP） （页面存档备份，存于） 美国国家医学图书馆的环境健康电子地图
- 毒物搜寻（Toxseek）：毒理学和环境健康领域的元搜索引擎